# Mandarynkowy sen
Mandarynkowy sen – druga studyjna płyta Mandaryny.

## Informacje ogólne
Drugą płytę Marty, podobnie jak pierwszą, wyprodukowali niemieccy producenci Harald Reitinger i Uli Fisher. Stylistycznie była to kontynuacja brzmienia pop-dance z Mandaryna.com. Album zawierał trzy covery: „Windą do nieba” z repertuaru 2 plus 1, „You Give Love a Bad Name” Bon Jovi oraz utwór „A Spaceman Came Travelling”, który oryginalnie wykonywał Chris de Burgh. Na płycie dodatkowo znalazł się teledysk do piosenki „Ev’ry Night”, a na trójwymiarowej okładce wykorzystano trzy zmieniające się zdjęcia Mandaryny. Album nosił podtytuł Mandaryna.com2me.
Pierwszym singlem została piosenka „Ev’ry Night”, z którą Mandaryna zajęła 2. miejsce w Konkursie Sopot Festival 2005. Utwór cieszył się dużą popularnością w Polsce i stał się największym przebojem wokalistki. „You Give Love a Bad Name” wydano jesienią jako drugi singel. Trzecim i ostatnim singlem zostało nagranie „A Spaceman Came Travelling”, wydane w okolicy Bożego Narodzenia w 2005 roku.
Album spotkał się z dużym sukcesem komercyjnym, docierając do miejsca 1. polskiej listy sprzedaży na początku września 2005. Łącznie płyta spędziła 12 tygodni w zestawieniu najlepiej sprzedających się albumów w Polsce. Jej sukces pozwolił Mandarynie na występ podczas festiwalu TOPtrendy 2006 jako jednej z artystów, którzy sprzedali w 2005 roku najwięcej płyt.

## Lista utworów
| 1.  | „Ev’ry Night”                                 | 3:07  |
|     |                                               |       |
| 2.  | „Windą do nieba”                              | 3:56  |
|     |                                               |       |
| 3.  | „You Give Love a Bad Name”                    | 3:19  |
|     |                                               |       |
| 4.  | „A Spaceman Came Travelling”                  | 3:42  |
|     |                                               |       |
| 5.  | „Po prostu chcę (I Don't Wanna Fall in Love)” | 4:07  |
|     |                                               |       |
| 6.  | „I Wanna Fly”                                 | 4:24  |
|     |                                               |       |
| 7.  | „Esta noche”                                  | 3:26  |
|     |                                               |       |
| 8.  | „Don't Say Goodbye”                           | 3:14  |
|     |                                               |       |
| 9.  | „Stay Forever”                                | 3:14  |
|     |                                               |       |
| 10. | „Possession”                                  | 3:33  |
|     |                                               |       |
| 11. | „I Don't Wanna Fall in Love”                  | 4:07  |
|     |                                               |       |
|     |                                               | 40:09 |
|     |                                               |       |

## Pozycje na listach i certyfikaty
| Lista sprzedaży (2005) | Najwyższa pozycja |
| ---------------------- | ----------------- |
| Polska (OLiS)          | 1                 |